# Тужиліна Світлана
Світлан́а Тужи́ліна (* 1982) — українська альпіністка. Майстер спорту України міжнародного класу.

## З життєпису
Народилася 1982 року в місті Макіївка. Навчалася в макіївській ЗОШ № 53. Займається скелелазінням з 10-річного віку, спеціалізується на швидкісному лазінні.
Входила до складу член збірної України зі скелелазіння.
Виконала норматив майстра спорту у віці 12 років на чемпіонаті України, до 20 років — другий; у фіналі Кубка світу.
Закінчила інститут фізкультури у Донецьку, здобула спеціальність «викладач фізичної культури та спорту, спеціаліст з оздоровчої фізичної культури». З 2006 року — спортсмен штатної збірної України зі скелелазіння.
Проживала у місті Макіївка.
2009 року вона і Стенковий Максим Вікторович стали третіми на етапі Кубку світу зі скелелазіння.